# Хачлу
Хачлу (арм. Խաչլու, курд. Xaçlî, тур. Gölyanı) - село в Турции, в провинции Буланык (арм. Կոփ) ила Муш. Находится в 22 километрах к юго-западу от Манцикерта.

## История
В XIX веке в селе проживали исключительно армяне. В начале XX века здесь насчитывалось 40 курдских и 10 армянских семей. Основным занятием населения было скотоводство и земледелие. В Хачлу располагался великолепный монастырь Святого Карапета и старое кладбище. В ходе Геноцида Армян коренное население было истреблено, либо вынужденно мигрировало.

### Буланыкская стела
2 февраля 2013 года артефакт был изъят во время операции по контрабанде древностей. Пять человек, участвовавших в контрабанде артефакта, были задержаны, а статуя была отправлена в музей Хлата. Буланыкская стела является артефактом, чья принадлежность неизвестна. Однако, учитывая историю народов региона и форму лица скульптуры, считается, что она принадлежала урартам или племени, родственному урартам.

## География
Село расположено к югу от озера Хач, на Маназкертской равнине на Армянском Нагорье. Климат - резко континентальный. Хачлу находится в 74 км от Муша, в 11 км от Буланыка.
1. ↑  Погода в Турции в регионах по сезонам — Tranio. tranio.ru. Дата обращения: 13 августа 2025.